# Maschine von Marly

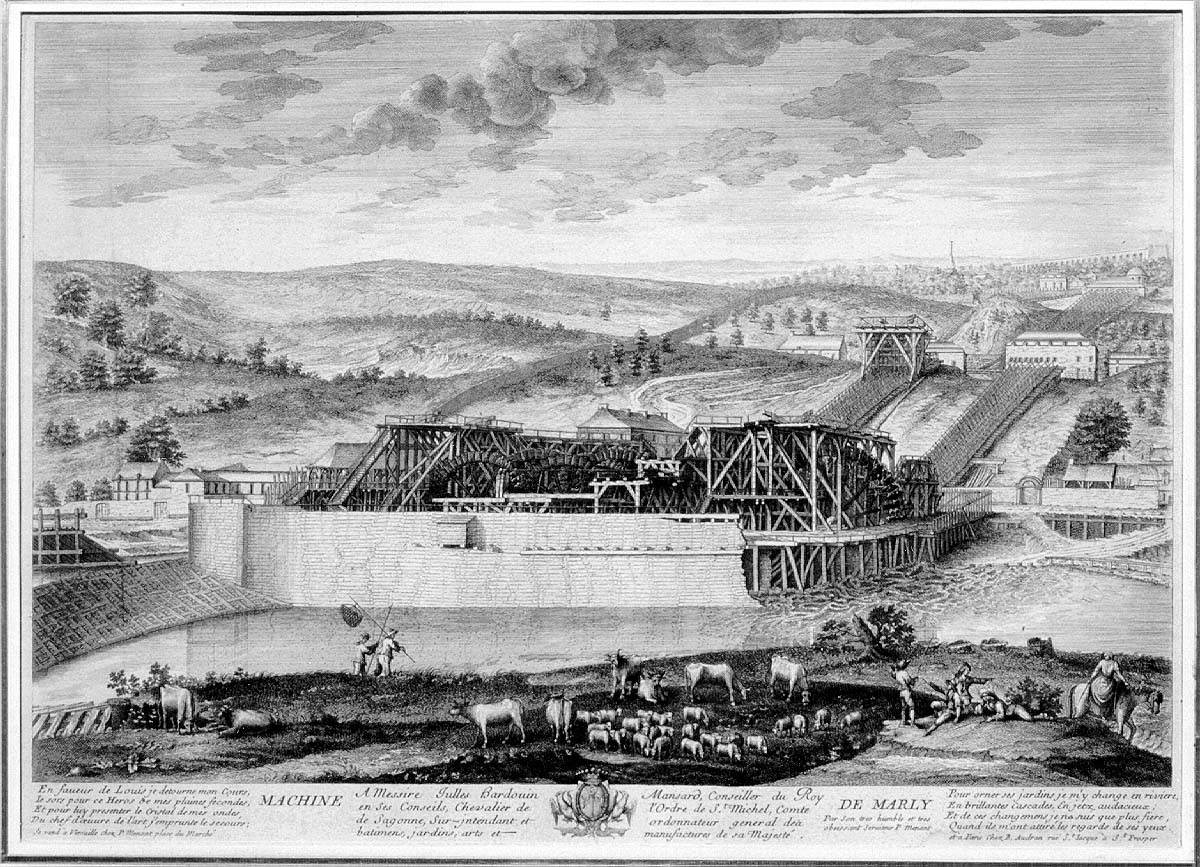
Die Maschine von Marly im 17. Jahrhundert

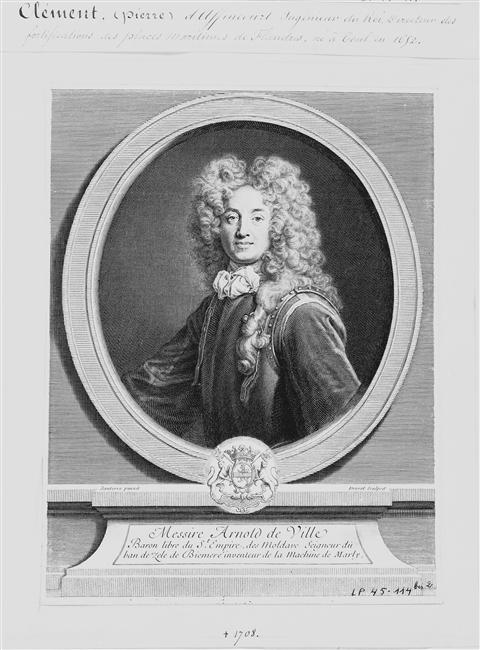
Arnold de Ville, Konstrukteur der ersten Maschine von Marly

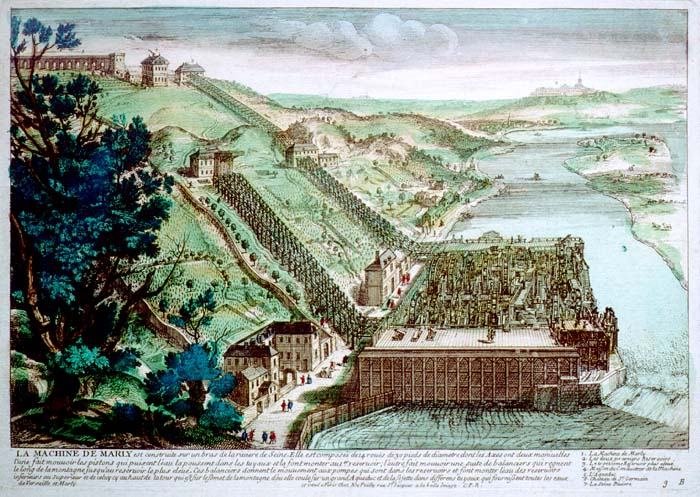
Die Maschine von Marly im 18. Jahrhundert

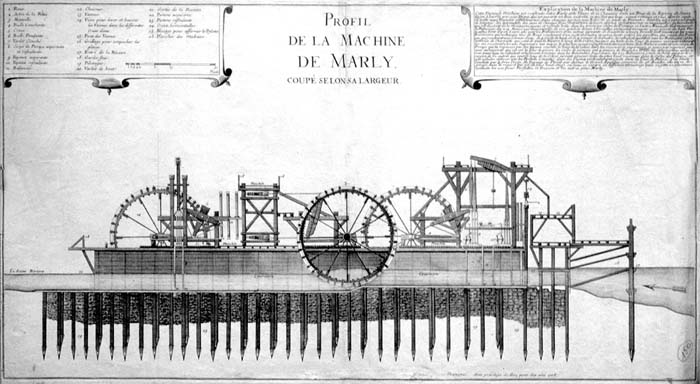
Querschnitt durch die Maschine von Marly

Maschine von Marly (französisch Machine de Marly) war der Name zweier hydraulisch angetriebener Pumpwerke, die dazu dienten, die Wasserspiele im Park von Versailles und später insbesondere die im Park von Marly-le-Roi mit Wasser aus der Seine zu versorgen.

## Die Ausgangslage
Die Planungen für den Park von Versailles sahen schon frühzeitig eine große Anzahl von Springbrunnen und sonstige aufwändige Wasserspiele vor. Für die Wasserversorgung des Schlossparks von Versailles konnten allerdings weder auf dem Gelände selbst noch in der Umgebung natürliche Quellen in ausreichender Menge erschlossen werden, welche die benötigten Wassermengen hätten liefern und für den notwendigen Wasserdruck zum Betrieb der Fontänen hätten sorgen können.
Nur der nördlich von Versailles befindliche Lauf der Seine bot Wasser im Überfluss; er war jedoch beinahe acht Kilometer vom Schloss entfernt. Die eigentliche Schwierigkeit aber lag darin, dass die Seine bedeutend tiefer lag als Versailles. Um das Wasser aus dem Seinetal zunächst auf die umgebenden Anhöhen zu bringen und ihm dann hinreichend Gefälle zu verschaffen, damit es über Aquädukte und unterirdische Leitungen bis zum Schloss gelangte und dort außerdem auch noch genügend Druck für den Betrieb der Fontänen besaß, musste man es über 160 Meter in die Höhe pumpen.
Da ein Verzicht auf die aus Prestigegründen unerlässlichen Wasserspiele nicht in Frage kam, andererseits aber die bereits erschlossenen Wasserquellen bei weitem nicht ausreichten, musste ein mechanisches Pumpwerk konstruiert und gebaut werden, das die für die damalige Zeit enormen Anforderungen erfüllen konnte.

## Die erste Maschine von Marly
Die ursprüngliche Maschine von Marly wurde in den Jahren 1681 bis 1684 erbaut. Die Pläne stammten von Arnold de Ville und wurden von Rennequin Sualem in die Praxis umgesetzt.
Als Standort wurde das Südufer einer Flussschleife der Seine beim Schloss Marly-le-Roi gewählt. Der Fluss war dort durch eine Kette von Inseln in zwei Arme geteilt. Durch die Verbindung der Inseln und einen kleinen Damm im südlichen Arm wurde das Wasser etwas aufgestaut, um ausreichende Energie für den Betrieb der Anlage zu haben. 14 Wasserräder mit einem Durchmesser von jeweils 12 Metern trieben insgesamt 250 Pumpen an, die das Seinewasser durch gusseiserne Rohre in drei Etappen bergauf beförderten. Mit der damaligen Technik wäre es nicht möglich gewesen, den hohen Druck zu überwinden, um das Wasser direkt auf die Anhöhe zu pumpen. Deshalb wurde oberhalb des ersten und des zweiten Drittels des Hangs je eine Pumpstation mit entsprechendem Zwischenspeicher angeordnet, mit denen das Wasser schließlich in das Aquädukt von Louveciennes gepumpt wurde. 
Diese Pumpstationen wurden durch die Kraft der Wasserräder angetrieben, die über aufwändige Gestänge übertragen wurde. Der Bau der zu jener Zeit einzigartigen Maschine kostete die enorme Summe von vier Millionen Livres. Arnold de Ville erhielt neben großzügigen Bezügen den Titel Gouverneur à vie de la Machine (Chefingenieur der Maschine auf Lebenszeit) und das auf Anordnung des Königs eigens für ihn gebaute Wohnhaus am Hang nahe der Baustelle, den Pavillon des Eaux („Wasserpavillon“), das spätere Château de Madame du Barry.
Am 13. Juni 1684 wurde die fertiggestellte Maschine von Marly von Ludwig XIV. eingeweiht und nahm den Betrieb auf. Jedoch zeigten sich bald ihre Unzulänglichkeiten. Selbst die 14 riesigen Wasserräder konnten Versailles nicht mit ausreichend Wasser versorgen, um ständig sämtliche Wasserspiele damit zu betreiben. Man musste sich weiterhin darauf beschränken, nach sorgfältiger Planung immer nur die Fontänen sprudeln zu lassen, die sich im Verlaufe des Tages in Sichtweite des Königs befanden.
Hinzu kam, dass die riesige Maschine nie die erwartete Leistung erbrachte. Überdies war sie anfällig und musste häufig repariert werden; 60 Arbeiter waren ständig mit der Wartung beschäftigt. Da sie größtenteils aus Holz bestand, das durch die Feuchtigkeit faulte, waren dauernde Erneuerungsarbeiten notwendig, welche die Unterhaltskosten in die Höhe trieben. Dadurch sank die Förderleistung weiter, so dass die Maschine schon bald nur noch für die Versorgung des Schlossparks von Marly-le-Roi eingesetzt wurde.
Als störend wurde außerdem empfunden, dass die Mechanik der Maschine und der Antriebsgestänge großen Lärm verursachte. Fast hundert Jahre später beklagte sich Madame du Barry, die das frühere Wohnhaus von Arnold de Ville bezogen und erweitert hatte, dass sie nachts, wenn die Reservoirs für den folgenden Tag gefüllt wurden, wegen der ohrenbetäubenden Geräusche oft nicht schlafen konnte.
Obwohl die Maschine von Marly als Wunderwerk der Technik galt, das von zahlreichen Besuchern von Versailles bestaunt wurde – unter ihnen 1717 Peter der Große und 1784 Thomas Jefferson – und sogar in Denis Diderots Encyclopédie beschrieben wurde, sank im Verlaufe des 18. Jahrhunderts das Interesse an ihrer immer kostspieliger werdenden Erhaltung. Um 1758 wurden Teile der Anlage außer Betrieb genommen, so dass sie nur noch mit verminderter Leistung arbeitete. Obwohl sie besonders nach der Französischen Revolution immer mehr vernachlässigt wurde, blieb sie – wenn auch eingeschränkt – bis 1817 betriebsfähig. Napoleon war bei einem Besuch auf Schloss Nymphenburg so beeindruckt von der Fontäne im Schlosspark, die von den neuen von Joseph von Baader installierten Pumpwerken angetrieben wurde, dass er von Baader 1805 nach Paris berief, um Vorschläge für die technische Verbesserung der Maschine von Marly zu machen. Seine Ideen kamen jedoch nicht zur Ausführung.
Am 25. August 1817 wurde sie endgültig angehalten und der Abriss begann.
Trotz des großen Aufwandes war die Leistungsfähigkeit der Maschine von Marly und ihrer gigantischen Wasserräder bescheiden: Unter optimalen Bedingungen konnte sie innerhalb von 24 Stunden nur 2000 bis 2500 Kubikmeter Wasser den Hang hinaufpumpen.

## Die zweite Maschine von Marly

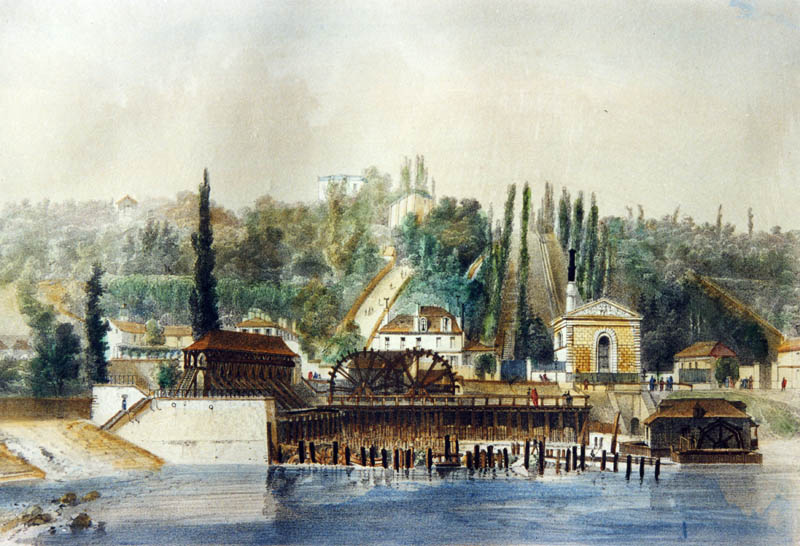
Die Überreste der Maschine von Marly mit der dampfgetriebenen Pumpanlage im Jahre 1830

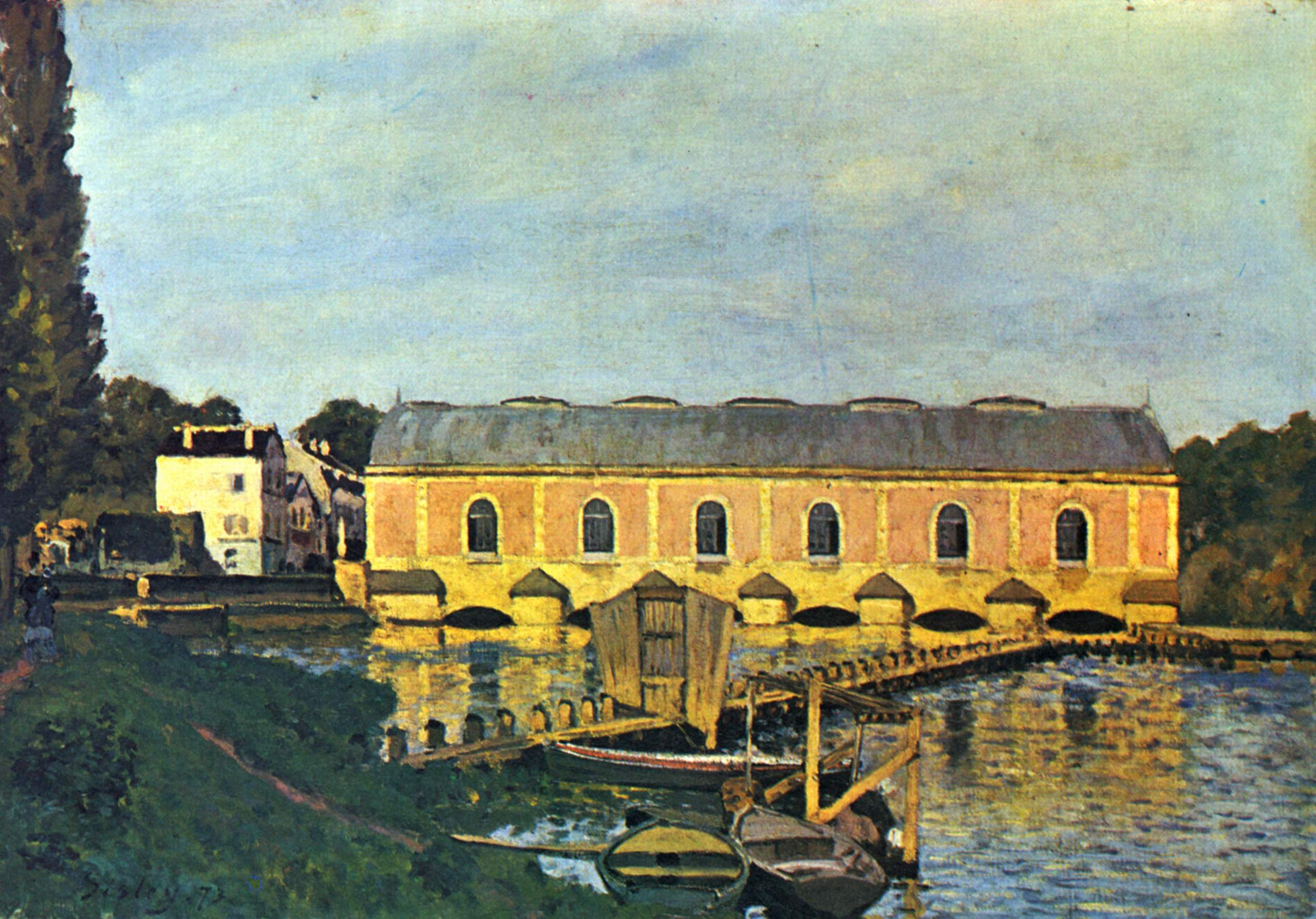
Die zweite Maschine von Marly in einem Gemälde von Alfred Sisley.

Die Wasserräder der zweiten Maschine von Marly

Nach der weitgehenden Demontage der alten Maschine von Marly wurde unter Einbeziehung einiger verbliebener Teile an gleicher Stelle eine dampfgetriebene Pumpenanlage errichtet, die ab 1827 den Park von Versailles, aber auch die umliegenden Gemeinden, mit 2000 Kubikmetern Wasser pro Tag versorgte. Der Betrieb war allerdings teuer, da die Dampfmaschinen hierzu große Mengen Kohle benötigten.
Deshalb wurde – veranlasst durch Napoléon III. – 1854 am selben Ort mit dem Bau eines neuen, nunmehr wieder hydraulisch betriebenen Pumpwerks begonnen. Diese zweite Maschine von Marly wurde vom Ingenieur Xavier Du Frayer konstruiert und war ungleich leistungsfähiger als ihre Vorgängerin von 1684. Sechs Wasserräder von jeweils 12 Metern Durchmesser und 4 Metern Breite trieben die Pumpen an, die in der Lage waren, 18.000 bis 20.000 Kubikmeter Wasser pro Tag aus der Seine bergauf zu pumpen. Im Normalbetrieb wurden 7000 Kubikmeter Wasser hinaufbefördert.
Nach ihrer Einweihung am 9. Juni 1859 versah die zweite Maschine von Marly über 100 Jahre ihren Dienst, zum Schluss allerdings nur noch zur Stromerzeugung. Am 20. Juni 1963 wurde sie aufgrund von Schäden außer Betrieb genommen und 1967 abgerissen. Die Wasserversorgung wurde von elektrisch betriebenen Pumpen übernommen.

## Heutiger Zustand
Von den beiden Maschinen von Marly sind keine Überreste erhalten; allerdings finden sich bis heute noch die Wasserleitungen der jüngeren Maschine. Von der älteren existieren am Seineufer einige Verwaltungs- und Nebengebäude aus dem 17. Jahrhundert.